# بوردين (ساسكاتشوان)
بوردين (بالإنجليزية: Borden, Saskatchewan)‏ هي قرية تقع في كندا في ساسكاتشوان. يقدر عدد سكانها بـ 245 نسمة ومساحتها 0.76 كم2 .